# 大衞·迪基亞
大卫·德赫亚·金塔纳（西班牙語：David de Gea Quintana，西班牙語發音：[daˈβið ðe ˈxea kinˈtana] ⓘ；1990年11月7日—），是一名西班牙职业足球员，司职守门员。他在2020年退出了西班牙國家足球隊，現效力佛罗伦萨。

## 早年
德赫亚出生于马德里市郊25英里外的自治市伊莱斯卡斯，那里人口稀少，居民总数只够填满老特拉福德球场著名的西看台。
德赫亚小时候的校内足球教练，告鲁斯回忆道：「在这所学校里，德赫亚直至14岁还不是门将来的。那时候，我们是踢室内5人足球的，德赫亚是我们的前锋，而且，他是我们的神射手！」，到德赫亚17岁的时候，他才正式担任门将。
他在10岁就加入了马德里体育会的足球学校。18岁成为职业球员，开始代表马德里体育会B队参加乙二级联赛。
德赫亚经常回到家乡，那儿的孩子都视他为偶像，他在卡斯蒂利亚学校的校长加西亚认为德赫亚已经是孩子们的灵感之源。“大卫（德赫亚）是个非常、非常好的学生，他的家庭背景很好，总是保持积极的态度，他4岁到17岁都在我们这里度过。他的成绩很好，但英语不那么优秀，他不擅长这一科。不过，他的体育肯定很好，篮球和足球技术高超，他的手掌很大，因此他做守门员我们并不惊讶。”虽然如此，在英国传媒访问时德赫亚却能以流利英语对答。

## 俱乐部生涯

### 马德里竞技
德赫亚於马德里体育会青年队進行青训，成为职业球员后的首季开始为球会预备队于乙二级联赛上阵。2009–10球季德赫亚迅速跃升为球会的主力，过程可称得上时来运到。在赛季初段，球会的常规正选是夏天时刚以500万欧元身價加盟的塞尔吉奥·阿森霍，不过其后阿森霍由于代表西班牙U21参与9月24日至10月16日举行的世青杯而暂时离队，德赫亚便首次被提升到一队，担任二号门将罗伯托·加戈的替补。
2009年9月30日在作客波圖火龙球场的一场欧冠比赛里面罗伯托意外受伤离场，德赫亚得以临危受命替球队把关，虽然马竞仍然以0-2落败，但年仅18岁的德赫亚总算得到一次宝贵的处子登场机会。3日后德赫亚首次在联赛上阵，于主场球场对萨拉戈萨；第19分钟德赫亚救出对方巴比奇主射的罚点球，助球队最终以2-1获胜。
随着阿森霍归队后数次在场上犯下致命错误，于季中走马上任的新领队弗洛雷斯逐渐起用德赫亚为正选门将。德赫亚整季总共在西甲上阵18次，其中对毕尔巴鄂竞技以及巴伦西亚时更获选为全场最佳球员。
联赛以外，德赫亚在这季马竞赢得歐霸杯的过程中亦功不可没，因为他在赛事中8次为球队把关，包括了2-1击败富勒姆的那场决赛。

### 曼联

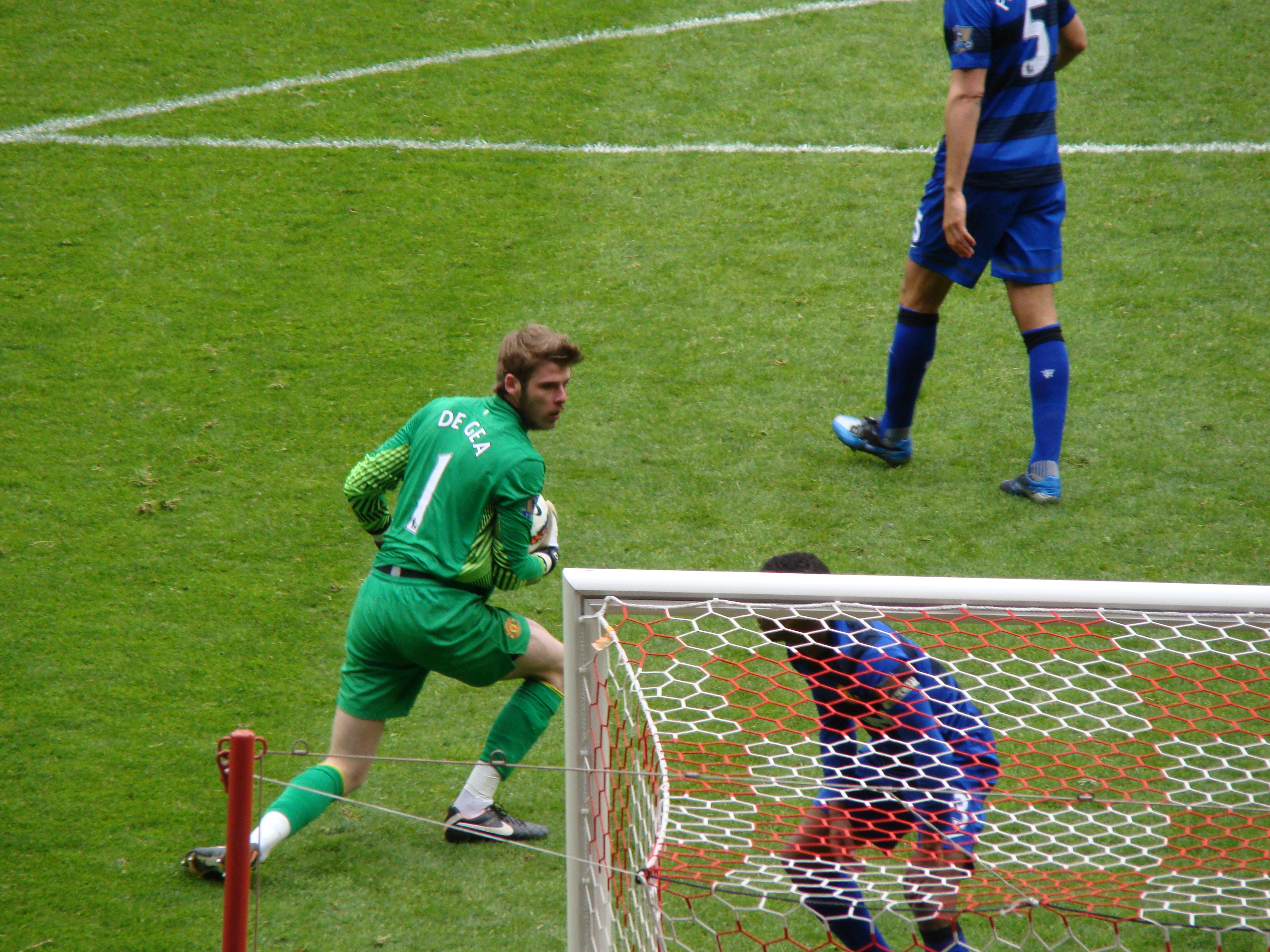
德赫亚代表曼联出战对阵桑德兰（2012年）

曼联早于2010年10月28日就已同马体会达成初步转会协议。
德赫亚于2011年6月28日在社交网站Twitter透露获得英超球会曼联邀请参观球会及，并于早一天完成体检。翌日落实加盟曼联，签约五年，转会费高达2175万英镑，是历来仅次于第二高身价的守门员。在2011年英格兰社区盾，德赫亚首次为曼联出场，曼联最终以三比二险胜曼城。赛后德赫亚表示，他需要尽快适应英超，这样才能彻底顶替范德萨的位置。德赫亚的表现越来越好，更令曼联在12-13赛季提前四轮胜出英超。
2014年10月5日，曼联在主场迎战埃弗顿，德赫亚在完半场前救出埃弗顿的十二码，以及在完场前的连环扑救为曼联保住胜局。结果，曼联在主场以2-1击败埃弗顿，德赫亚更当选当场最佳球员。2015年夏天，德赫亚欲转会皇家马德里，扰攘数月后因文件延误以致交易告吹。9月，德赫亚与曼联续约4年，周薪达20万镑。随后，德赫亚在接下来的双红会和南安普顿的表现出色，为队取得6分，并在那个球季赢得足总杯冠军。
2018年5月2日，德赫亚第四次荣膺马特·巴斯比爵士年度最佳球员奖。
2018年5月，2011-12赛季德赫亚扑出马塔任意球射门的瞬间当选球迷评选的曼联1000场英超最佳扑救。
2019年9月，曼联和德赫亚续约4年，周薪高达37万镑，成为曼联队内及英超最高薪的球员。
2023年7月1日，德赫亞合約屆滿，為曼聯效力12年後正式成為自由球員, 未来将有可能挑战沙特阿拉伯。
2023年10月11日，西漢姆計劃明年1月冬季轉會窗免簽德赫亞，雙方將簽約一份為期18個月的合約。
在与曼联解约后，德赫亚以自由球员的身份度过了2023–24赛季，整个赛季他都没有加盟新俱乐部。然而德赫亚一直在社交媒体上分享训练视频，他在处于全国联赛的奥特林查姆足球俱乐部的训练基地里进行训练。

## 技术特点
由于自小就在室内足球内担任龙门，所以经常要用脚来挡出射门。故此，他用脚挡球的能力和次数成为德赫亚与其他门将的不同之处。此外，他在巅峰时期的反应能够弥补他在站位，高空接球，指挥后防的缺点。

## 国家队生涯
大卫·德赫亚曾经帮助西班牙U17国家队夺取2007年U17欧洲国家杯以及世少杯锦标。
2010年5月初，作为持续有出色表现的嘉许，德赫亞被博斯克挑选入西班牙国家队备战南非世界杯的30人大名单之内。不过由于门将位置竞争激烈，他从最终的23人名单中落选。
2013年5月24日，德赫亚再度入选西班牙U21国家队参加6月份于以色列举行的U-21，并且卫冕成功，成为少数能够两次获得这一有年龄限制的竞赛冠军的球员之一。
2014年6月，德赫亚入选了西班牙国家队的2014年世界杯大名单。6月7日，在西班牙国家队对阵萨尔瓦多国家队的友谊赛中，德赫亚替补卡西利亚斯出场，完成了他在成年国家队的首场比赛。
2016年，担任西班牙国家队在欧洲杯赛事的先发门将，但是被己方薄弱空洞的后防，尤其是失误频频的拉莫斯连累而在16强惨遭意大利国家队淘汰。
2018年，担任西班牙国家队在世界杯赛事的先发门将，四场比赛中一共丢掉六球，是扑救成功率最低的守门员。失误频频的德赫亚在16强赛的点球大战中没有扑出任何一粒点球，最终让西班牙被东道主俄罗斯国家队淘汰。他在本次大赛中，包含十六强PK的四罚在内被射正十一次，他仅仅只挡掉了一次，创下自1966年世界杯以来出赛达三场的单届守门员扑救新低纪录。随后，他在国家队的先发地位也因此受到动摇。
2020年欧洲足球锦标赛，德赫亚仍获恩里克选中代表西班牙国家队参与赛事，但已经沦为完全没有出赛的替补球员，而本次大赛中的西班牙先发门将为乌奈·西蒙。最后西班牙于四强赛中PK败给了最后的冠军意大利。

## 个人生活
德赫亚的伴侣为西班牙流行歌手艾杜内。2021年3月，这对伴侣有了第一个孩子，一个名叫Yanay的女儿。

## 生涯数据

### 球会数据
最後更新：2021年5月26日
| 俱乐部        | 赛季     | 联赛     | 联赛 | 联赛 | 国内杯赛 | 国内杯赛 | 联赛杯 | 联赛杯 | 欧战 | 欧战 | 其他 | 其他 | 总计 | 总计 |
| 俱乐部        | 赛季     | 层级     | 出赛 | 进球 | 出赛     | 进球     | 出赛   | 进球   | 出赛 | 进球 | 出赛 | 进球 | 出赛 | 进球 |
| ------------- | -------- | -------- | ---- | ---- | -------- | -------- | ------ | ------ | ---- | ---- | ---- | ---- | ---- | ---- |
| 马德里竞技B队 | 2008–09  | 西乙B    | 35   | 0    | —        | —        | —      | —      | —    | —    | —    | —    | 35   | 0    |
|               | 2009–10  | 西甲     | 19   | 0    | 7        | 0        | —      | —      | 9    | 0    | —    | —    | 35   | 0    |
| 2010–11       | 西甲     | 38       | 0    | 5    | 0        | —        | —      | 5      | 0    | 1    | 0    | 49   | 0    |      |
| 总计          | 总计     | 57       | 0    | 12   | 0        | —        | —      | 14     | 0    | 1    | 0    | 84   | 0    |      |
| 曼聯          | 2011–12  | 英超     | 29   | 0    | 1        | 0        | 0      | 0      | 8    | 0    | 1    | 0    | 39   | 0    |
| 曼聯          | 2012–13  | 英超     | 28   | 0    | 5        | 0        | 1      | 0      | 7    | 0    | —    | —    | 41   | 0    |
| 曼聯          | 2013–14  | 英超     | 37   | 0    | 0        | 0        | 4      | 0      | 10   | 0    | 1    | 0    | 52   | 0    |
| 曼聯          | 2014–15  | 英超     | 37   | 0    | 5        | 0        | 1      | 0      | —    | —    | —    | —    | 43   | 0    |
| 曼聯          | 2015–16  | 英超     | 34   | 0    | 6        | 0        | 1      | 0      | 8    | 0    | —    | —    | 49   | 0    |
| 曼聯          | 2016–17  | 英超     | 35   | 0    | 1        | 0        | 5      | 0      | 3    | 0    | 1    | 0    | 45   | 0    |
| 曼聯          | 2017–18  | 英超     | 37   | 0    | 2        | 0        | 0      | 0      | 6    | 0    | 1    | 0    | 46   | 0    |
| 曼聯          | 2018–19  | 英超     | 38   | 0    | 0        | 0        | 0      | 0      | 9    | 0    | —    | —    | 47   | 0    |
| 曼聯          | 2019–20  | 英超     | 38   | 0    | 1        | 0        | 2      | 0      | 2    | 0    | —    | —    | 43   | 0    |
| 曼聯          | 2020–21  | 英超     | 26   | 0    | 0        | 0        | 0      | 0      | 10   | 0    | —    | —    | 36   | 0    |
| 曼聯          | 总计     | 总计     | 339  | 0    | 21       | 0        | 14     | 0      | 63   | 0    | 4    | 0    | 441  | 0    |
| 生涯总计      | 生涯总计 | 生涯总计 | 431  | 0    | 33       | 0        | 14     | 0      | 77   | 0    | 5    | 0    | 560  | 0    |

1. ↑  包括西班牙国王杯和英格兰足总杯
2. ↑  包括英格兰足球联赛杯
3. ↑  在出赛一场，出赛八场
4. 1 2 3  在出赛
5. 1 2  在欧洲超级杯出赛
6. ↑  在在欧冠出赛四场，欧联出赛四场
7. 1 2 3  在英格兰社区盾出赛
8. 1 2 3 4  在出赛
9. ↑  在欧冠出赛六场，欧联出赛两场
10. ↑  在欧冠出赛五场，欧联出赛五场

### 国家队数据
最後更新：2020年10月13日
| 国家队       | 年份 | 出赛 | 进球 |
| ------------ | ---- | ---- | ---- |
| 西班牙国家队 | 2014 | 3    | 0    |
| 西班牙国家队 | 2015 | 4    | 0    |
| 西班牙国家队 | 2016 | 11   | 0    |
| 西班牙国家队 | 2017 | 7    | 0    |
| 西班牙国家队 | 2018 | 13   | 0    |
| 西班牙国家队 | 2019 | 3    | 0    |
| 西班牙国家队 | 2020 | 4    | 0    |
| 总计         | 总计 | 45   | 0    |

## 荣誉

### 球會
马德里竞技
- 歐霸盃冠军：2009-10
- 欧洲超级杯冠军：2010

 曼聯
- 英超冠军：2012-13
- 英格兰足总杯冠军：2015-16[31]
- 英格兰联赛杯冠军：2016-17[32]、2022-23[33]
- 英格兰社区盾：2011[34]、2013[35]、2016[36]
- 歐霸盃冠军：2016-17

### 國家隊
西班牙
- 欧洲U-21足球锦标赛冠军：2011年、2013年
- 欧洲U-17足球锦标赛冠军：2007年
- 歐洲國家聯賽亞軍：2020-21

### 个人
- 畢士比爵士年度最佳球員：2013–14、2014–15、2015–16、2017–18
- 歐聯盃賽季最佳陣容：2015–16
- 英格兰足球超级联赛金手套奖：2017–18、2022-23

## 外部連結
- Futbolme profile（页面存档备份，存于） （西班牙文）
- Soccerway資料庫：大衞·迪基亞
- 大衞·迪基亞 – FIFA國際賽競賽紀錄 (存檔)
- 大衞·迪基亞－UEFA國際賽競賽紀錄

## 比赛风格

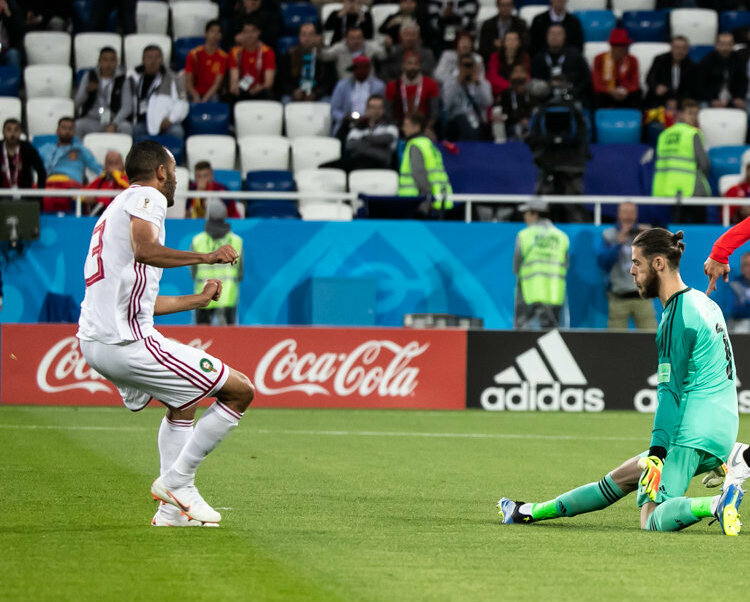
德赫亚在2018年世界杯对阵摩洛哥的比赛中用脚做出扑救

德赫亚年轻时被视为有前途的门将[1]，后来他成长为世界上最好的守门员之一。 德赫亚在 14 岁之前一直踢五人制足球，这帮助他锻炼了脚步；他还在自己的比赛风格中融入了各种五人制守门技术，展现了 他用脚扑救的守门风格虽然非同寻常，但却非常有效，可以改变守门员的进攻方式。
德赫亚是一位优雅[1]且运动能力出众的门将，他尤其以反应敏捷、扑救能力强而闻名，同时他还擅长用脚扑救 前门将谢伊·吉文将德赫亚评为 2018 年世界最佳门将。 此外，他还以始终如一、沉着冷静、领导能力强[2]、[3]和位置感著称。
由于德赫亚身材瘦削，他在年轻时最初在防守高球时很吃力，经常将球击出而不是抓住球，有时也不愿意离开自己的防线。 此后，他的空中优势、控球能力、区域控制能力、决策能力以及出击接球能力都有了显著提高, 特别是在他身体发育和经验丰富之后， 甚至在 2012 年被凯尔·迪勒形容为“禁区内强大的存在感”. 然而，在后来的赛季中，他无法突破防线并处理传中球再次被认为是他的弱点，尤其是与队友迪恩·亨德森相比。

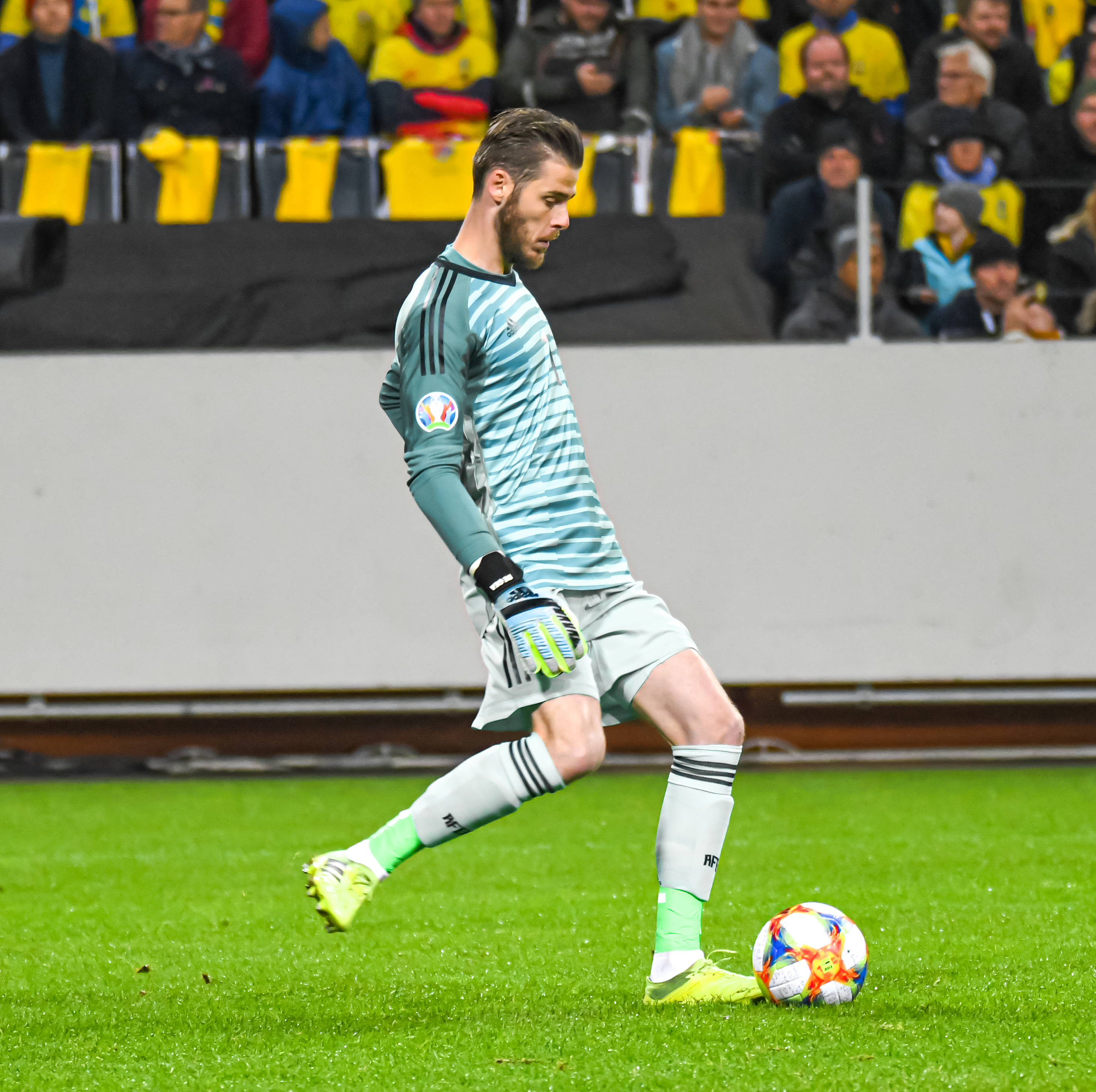
德赫亚在 2019 年代表西班牙队比赛时传球

德赫亚在一对一的情况下冲出球门线时的速度非常快，因此受到高度评价，这也使他能够担任清道夫门将的角色。 然而，在后来的赛季里，天空体育的亚当·贝特在 2019 年指出，德赫亚主要呆在自己的区域内，很少出来扫射 比英超联赛其他主要守门员更频繁； 他的风格变化也招致了ESPN的马克·奥格登（Mark Ogden）在2020年的批评， 同年，《独立报》的马克·克里奇利认为德赫亚 “在高位防线后面踢球从来都不是特别舒服， 在与对方前锋的一对一较量中经常屈居第二。” 乔纳森·威尔逊（Jonathan Wilson）在 2020 年为《爱尔兰时报》撰写的一篇文章中也指出，横扫并不是他比赛的自然组成部分， 与在西班牙队相比，他在曼联队的位置更靠后， 踢球线更高的球员， 这也是他自2018年世界杯上表现糟糕且容易失误以来状态下滑的原因之一。[4]
德赫亚除了拥有出色的守门能力外，还拥有出色的控球能力， 用两只脚进行视野和分配， 这使他能够从后场开始进攻； 2014年， 他认为，范加尔教练是他的门将教练， Frans Hoek 帮助他发展了这项运动的这一方面， 《独立报》的马克·克里奇利最初批评该片“平庸”。 然而，2020 年，克里奇利再次将他的发行描述为“有限”， 尤其是与英超联赛中其他控球门将相比， 而在 2018 年《卫报》的一篇文章中，威尔逊认为德赫亚的传球并不出色 而对脚下球缺乏信心是造成这种对比的原因之一 在他效力曼联和西班牙队期间。[2] 此外，近年来，德赫亚在阻止点球方面的有效性也受到质疑， 尽管曾扑出了莱顿·贝恩斯、迭戈·米利托、史蒂文·杰拉德等专家的点球 以及前队友￼￼罗宾范佩西￼￼整个职业生涯； 2016年4月至2021年9月期间，他没有扑出过一次点球。[1] 在此期间，德赫亚共罚入40个点球， 其中包括他在2021年欧联杯决赛点球大战输给比利亚雷亚尔的比赛中全部丢掉的11个球。[1]
1. ↑  Ogden, Mark. . The Daily Telegraph (London). 15 December 2014  [15 December 2014].
2. ↑  . The Daily Telegraph (London). 15 December 2014  [15 December 2014].
3. 1 2  . Sky Sports.   [15 August 2019].
4. ↑  Bate, Adam. . Sky Sports. 5 March 2015  [17 January 2018].
5. ↑  Stafford-Bloor, Seb. . FourFourTwo. 16 April 2015  [17 January 2018].
6. 1 2  Smith, Alan. . The Daily Telegraph. 17 January 2016  [17 January 2018]. 参数|newspaper=与模板{{cite web}}不匹配（建议改用{{cite news}}或|website=） (帮助)
7. ↑  Wallace, Sam. . The Daily Telegraph. 9 December 2017  [21 January 2019]. 参数|newspaper=与模板{{cite web}}不匹配（建议改用{{cite news}}或|website=） (帮助)
8. ↑  Given, Shay. . The Daily Telegraph. 6 April 2018  [21 January 2019]. 参数|newspaper=与模板{{cite web}}不匹配（建议改用{{cite news}}或|website=） (帮助)
9. 1 2  Chioffi, Stefano. . Il Corriere dello Sport. 1 July 2011  [28 January 2016]. （原始内容存档于5 February 2016） （意大利语）.
10. ↑  Ferdinand, Rio. . The Daily Telegraph. 16 August 2013  [17 January 2018]. 参数|newspaper=与模板{{cite web}}不匹配（建议改用{{cite news}}或|website=） (帮助)
11. ↑  Ronay, Barney. . The Guardian. 3 December 2017  [17 January 2018]. 参数|newspaper=与模板{{cite web}}不匹配（建议改用{{cite news}}或|website=） (帮助)
12. ↑  . FourFourTwo. 3 April 2021  [4 April 2021].
13. ↑  . BBC Sport. 29 June 2011  [29 June 2011].
14. ↑  Okwonga, Musa. . ESPN. 17 January 2016  [17 January 2018].
15. ↑  Cox, Michael. . ESPN. 17 December 2014  [17 January 2018].
16. ↑  Stone, Simon. . The Independent. 26 November 2012  [17 January 2018]. 参数|newspaper=与模板{{cite web}}不匹配（建议改用{{cite news}}或|website=） (帮助)
17. ↑  Bate, Adam. . Sky Sports. 25 April 2019  [4 April 2021].
18. ↑  . Tribuna.com. 9 June 2020  [4 April 2021].
19. 1 2 3  Critchley, Mark. . The Independent. 2 March 2020  [4 April 2021].
20. ↑  . Europsport. 6 October 2014  [4 April 2021].